# Leo Lauer

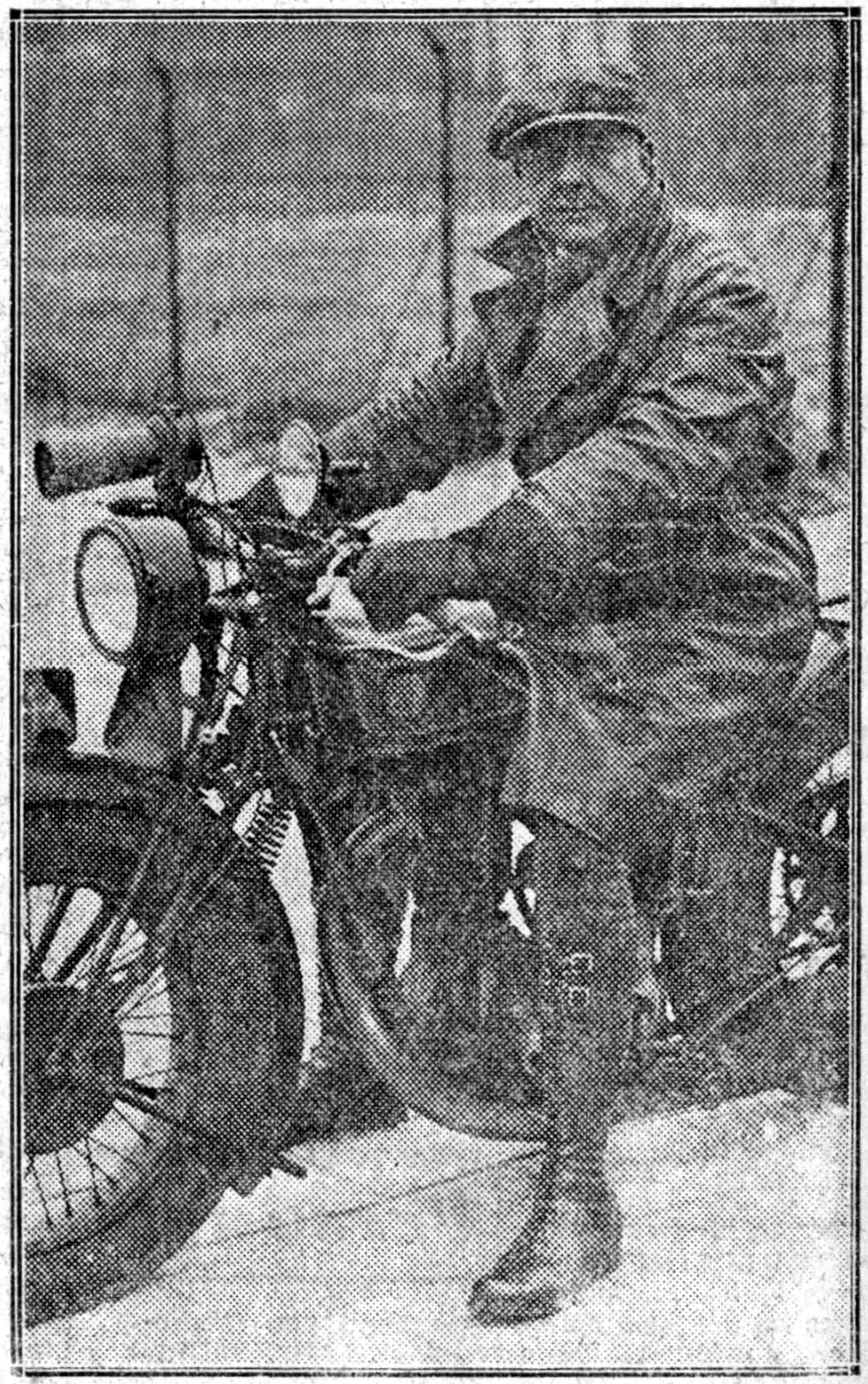
Leo Lauer op de motor (1931)

Leonard Antonius (Leo) Lauer (Arnhem, 18 januari 1884 - Haarlem, 11 maart 1931) was een Nederlands sportjournalist.
Hij was vanaf 1907 redacteur van het tijdschrift Revue der Sporten (later Sport Revue), dat het eerste en jarenlang het grootste sportblad van Nederland was. Vanaf 1924 schreef hij in het blad Sport in beeld. 
Lauer was een populair, maar ook omstreden journalist. De sportjournalistiek van zijn tijd werd gekenmerkt door stevige polemieken, waarin hij zich niet onbetuigd liet. De bekendste waar hij bij betrokken was had overigens niets met sport te maken. In 1927 schreef hij de brochure Waarom werd Pisuisse vermoord?, over de moord op Jean-Louis Pisuisse en zijn vrouw Jenny Gilliams. Daarin deed hij een poging de moord te verklaren, en bracht hij volgens de families van de slachtoffers zoveel begrip op voor de moordenaar Tjakko Kuiper, dat zij het vlugschrift in beslag lieten nemen.
Leo Lauer was een bekende verschijning in het Amsterdam tussen de beide wereldoorlogen, vaak gekleed in een lange motorjas met platte pet. Hij stond bekend vanwege zijn sensatiezucht en fijne neus voor de interesse van het grote publiek. Hij was goed bevriend met schaatser en wielrenner Jaap Eden, en toen deze aan lager wal raakte, richtte hij een steuncomité op om te voorkomen dat Eden zijn trofeeën zou moeten verkopen. Na Edens dood nam Lauer het initiatief tot het oprichten van het grafmonument op de Algemene Begraafplaats aan de Kleverlaan in Haarlem.
Als eerste in Nederland besteedde Lauer veel aandacht aan alle vormen van motorsport. Hij reed zelf ook motorfiets. In maart 1931 raakte hij zwaargewond bij een motorongeluk. Twee dagen later overleed hij aan de verwondingen op 47-jarige leeftijd. Zijn collega Joris van den Bergh schreef in een in memoriam: "Men las hem gretig of men slingerde zijn tijdschrift in de hoek. Neutraal kon men tegenover hem niet blijven."